# レーザーウェーブ
レーザーウェーブ（Shockwave）は『トランスフォーマー』シリーズのデストロンのキャラクター。六角形の顔に単眼だけがあり、その明滅で感情を表すという独特のデザインからか同名のキャラクターが他のシリーズに度々登場する。

## 初代（ジェネレーション1（G1））
『戦え!超ロボット生命体トランスフォーマー』の第1話から登場。役割は防衛参謀。光線銃に変形する（なおトランスフォーマー マスターピース版の説明書には「レーザーバルカン」と表記されている。）。声を担当したのは英語版がコーリー・バートン、日本語版が島香裕。上半身だけ、または下半身だけロボットモードにする中間形態も存在するが、劇中では披露していない。
メガトロン/Megatronに絶対の忠誠を誓い、セイバートロンの留守を預かる。メガトロンも忠勇無双かつ己が分を弁えた軍人の鑑と考えている。サンストームらジェットロン部隊や非変形の部下を率いてセイバートロンをほぼ制圧していた。
テックスペックによると、あらゆる周波数の電磁波を致死性レーザーに変化させる能力とホログラム映写能力を持ち、エネルギー消費の多さをカバーするために核燃料を摂取している。手持ち武器は専用のビームガンで、自身のガンモードを模している。左手がレーザー砲になっており、そこから通常のレーザーや当たった物体を消滅させるレーザーを放つ。ガンモードではメガトロンと異なり自力で浮遊が可能で、ガンモードに変形した状態でブルーティカス/Bruticusに使用されたことも。また、座右の銘に「軽はずみな行動よりも明晰な思考を先行させよ（Clarity of thought before rashness of action.）」とあるよう論理に重きを置く反面、冷酷で感情に疎い性格をしている。
メガトロンへの忠義に厚いという点では、野心家であり、デストロン軍団のボスの座を狙うスタースクリーム/Starscreemとは対照的だが、そういった上昇志向の違いから、セイバートロン星ではスタースクリームの行動に振り回されたり、怒りを買ってしまうシーンも目立つ。
『ザ・ムービー』ではユニクロン/Unicronの襲撃の際、迎え撃とうとするが、以後国内外ともにアニメには登場しておらず、戦死したという見方もある。
マーベルコミックではテックスペックの「論理に重きを置く」という設定を踏まえて自分こそリーダーに相応しいと考えている策謀家であり、アニメと逆にメガトロンと敵対し、刺客としてアニマトロンを送り込んだこともある。
IDWコミックでは戦前はヒューマノイド型の外見であり、当時セイバートロン星を支配していた評議会の議員であったことが明かされる。当時、ほとんどの議員がオルトモードによって個人の人生を位置づける「機能主義」を掲げて人種差別や格差社会を招いていた中、その腐敗政治を一掃しようと尽力するも敗れ去り、頭部や両腕を機能の劣るパーツに変えられるエンプラータ/empurataに大脳モジュールへ直接洗脳処置を施すシャドウプレイ/Shadowplayを受けてしまい、現在の姿と「論理に重きを置く」性格に変わってしまったらしい。
ドリームウェーブ社のコミックでは、セイバートロン星でウルトラマグナスと結託して指揮権を握っているストーリーがある。
PlayStation 2のゲームソフト「トランスフォーマー」では、レーザーウェーブは2010年にも存在しており、かつて忠誠を誓っていたメガトロンが、ガルバトロンになってから粗暴になったことに失望して反逆、セイバートロン星が破壊されるほどの大事件を引き起こして、歴史を変えるためにロディマスコンボイたちがコンボイの時代にタイムトラベルを行うきっかけを作ることになる。

### 玩具
元の玩具はトイコーの「超激変電子ロボ アストロマグナム」、『トランスフォーマー』初のライト&サウンドギミックを持っていた。ナンバー「49」で、1985年11月に発売されたが、すぐに絶版となり生産数は少なかった。玩具カタログではトリプルチェンジャーとして扱われていた時期がある。

#### その他の玩具
デストロン軍団22セット
セブンより発売された塩ビ人形セットに付属。
トランスフォーマー ロボットヒーローズ
ディフォルメタイプのフィギュア。海外名称のショックウェーブでグリムロックとのセットで発売。
サントリーコーヒーボス トランスフォーマーオリジナルフィギュア
デストロン側のラインナップ。全10種類。

### アクションマスター
アクションマスターでは銃に変形する相棒フィストファイト/Fist Fightとセットで発売。設定と性格はマーベルコミック版と同様、メガトロン打倒を狙う冷酷な策謀家となっている。

## バイナルテック
アニメとはパラレルワールドの関係にある『バイナルテック』ではラヴィッジの手で復活、デストロン再興のために奔走する。役割は軍事作戦司令官。左腕が銃になっており、専用武装ターボライフルを装着することで、BT化以前の光線銃形態と遜色ないレベルまで破壊力を増幅することができる。
玩具はマイスターの仕様変更品であり、ナンバーは「BT-13」。マツダスピード仕様のマツダ・RX-8に変形する。

## マイクロン伝説
『超ロボット生命体トランスフォーマー マイクロン伝説』の中盤においてデストロン軍団に提督ショックウェーブ/Tidalwaveが登場。
日本版の名称はショックウェーブだが、海外版の名称はタイダルウェーブ（津波）である。航空母艦に変形し、さらに二つの戦艦と揚陸艦に分離。メガトロンとリンクアップ（合体）する機能を持つ。「ゴ～ワン！」と「ショック！」が口癖。
パートナーマイクロンはソニック/Ramjet。声は日本版が山野井仁で、英語版がダグ・パーカー。
続編の『スーパーリンク』にも引き続き登場（後述するレーザーウェーブとは別人）。前作と比べると冷静で饒舌になっている。また、独特な片言もなくなっており、口もなくなっている。全身の稲妻模様は、エネルゴンの原石に直接触れたダメージによる傷跡である。
レーザーウェーブ加入後は信用出来ないためにお互いに反発し合い、後にレーザーウェーブとウイングダガーとの戦いにて倒れてきたエネルゴンタワーで大ダメージを負うが総督ショックフリート / Mirageとして復活。ミサイルを4発搭載したミサイル駆逐艦（戦艦）に変形する。性格は自信過剰のナルシスト気味になっており、昔の姿を貧弱と思っている。また、ハンサム口調になり鈍さは消えた。口癖も「ショックショックショ〜ック」と微妙に変わっている。
巨体を武器に無双していた前作に比べると、腑抜けたヤラレ役が多くなり、メガトロン復活の際、自身よりも小柄なメガザラックにあっさり倒されたり、作戦に失敗したレーザーウェーブに八つ当たりで膝を蹴られて痛がったりなど、散々な扱いをされたこともある。

### 玩具
「TL-70」のナンバーを与えられて発売。メガトロン（アルマダユニバース）とリンクアップ（合体）する事が可能。

## トランスフォーマー スーパーリンク
マイクロン三部作の第2作目『スーパーリンク』ではデザインを踏まえた衛星参謀レーザーウェーブ/Shockblastが登場する。
軍事衛星（サテライトモード）に変形する。玩具は戦車（レーザー砲）にも変形させることが可能。武器は左腕の巨大レーザー砲であるオプティカルゲイザー。声を担当したのは日本語版が神奈延年、英語版がブライアン・ドラモンド。
第20話から登場。かつてセイバートロン星のデストロン収容所に収監されていたデストロンの残党だが、ガルバトロン襲来に便乗して脱走、そのままデストロンに舞い戻った。乱暴な性格であり、自らの野望のためなら仲間をも盾にし、ガルバトロンの命令も聞かずタメ口で接する。しかし、ガルバトロンに服従を強いられてからは下っ端の扱いを受ける。野心家であるが、理論的な観点からデストロンのためにも自分がリーダーにふさわしいと考えていたマーベルコミック版と異なり、己の欲望を満たすためにガルバトロンに反逆し、性格や口調も粗野かつ乱暴であるなど初代（G1）に登場した同名のキャラとは正反対なキャラクターとして描かれている。第37話盤でガルバトロンの隙を突いてユニクロンを操ろうとするが、逆に操られ暴走し、肉体を強化され大型化し、ガルバトロンを目指していたオメガコンボイに襲い掛かり、オプティカルゲイザーの一撃でコンボイをブリザードプラネットまで叩き落とし、コンボイは彼がユニクロンの邪悪な意思に乗っ取られていることを察知し、反撃しつつも必死に呼びかけ、消えかけていた意識がわずかに蘇りかけたが、ガルバトロンが操るユニクロンによってスパークごと破壊されてしまい、最期を遂げる。その最期はサイバトロン、デストロン両軍のほとんどの戦士たちから触れられることはなく、因縁の相手であるウイングセイバー/Wing Saberもその死を知ることは無かった。
色違いの弟シックスショット/Six Shotも登場しており、声を担当したのは日本語版は神奈延年、英語版はテリー・クラッセン。シックスチェンジャーであった同名のキャラとは名前以外に関連性はない。
第40話から登場。兄共々監獄に閉じ込められていたレーザーウェーブの弟。軍事衛星（サテライトモード）と戦車（レーザー砲）に変形する。兄と違い陰湿で知略に長けている。セイバートロン星のコンピューターを自在に操る能力がゆえにガルバトロンにこき使われ、「弟」呼ばわりで名前も呼ばれない待遇に嫌気が差し第48話で裏切り行為に出る。しかし、業を煮やしたガルバトロンに踏み潰され圧死し、後には腕だけが残った。それなりに兄を慕っていたのか、グランドコンボイを兄の仇と思い込み（監獄に入れられている際に、スノーストームに兄の行方を尋ねたところ、スノーストームが何も知らないで「レーザーウェーブはグランドコンボイに殺された」と適当に答えてしまったのが原因）、執拗に狙うこともあった。

### 玩具
2004年5月に「SD-14」のナンバーを与えられて発売。サウンドギミックを有している。サイズは海外版の基準でデラックスクラス。
同型にシックスショットが存在するが、日本未発売。

## トランスフォーマー アニメイテッド
『アニメイテッド』では一部のキャラクターを除き日本語版の名称が英語版に準拠しているため、ディセプティコンの潜入諜報兵ショックウェーブ/Shockwaveとして登場。英語版はコーリー・バートンが、日本語版では檜山修之が声を担当。スタースクリーム以外の肩書が異なるものの、初代（G1）におけるデストロンの主要参謀格（スタースクリーム、サウンドウェーブ、ショックウェーブ）が同じ作品に登場したのはおよそ20年振りとなる。
ショックウェーブとして行動する際に変形する戦車、オートボットの情報長官ロングアーム/Longarm Prime、ロングアームとして行動する際に変形する四脚クレーン車と計4つのモードを持っており、メガトロンの命令でスパイとして活動していた。性格は初代（G1）同様メガトロンに忠実な性格で、メガトロンから最も信頼されている部下でもある（同じくメガトロンに心酔しているラグナッツと張り合ったこともある）。ディセプティコンに戻ってからもラグナッツスプリームの建造やその起動コードの取得など常に重要な任務に携わっていたが、アイアンハイドとバンブルビーとの闘いに敗れ、メガトロンやラグナッツと共にサイバトロン星へ送還された。
スパイ活動をしていたころはグレーを基調としたカラーリングをしていたが、メガトロンの元に戻ると初代（G1）のショックウェーブを彷彿とさせる黒と濃い紫を基調としたカラーリングに変化した。
日本語版のオープニング映像ではロングアーム/Longarmの姿でラチェット/Ratchetとの戦闘シーンが描かれている。
第4シーズン（シーズン4）ではメガトロンとラグナッツとブリッツウィングと共に収監所から脱獄（収監所ごと脱獄）する予定であった。

### 玩具
2010年4月24日に「TA-14」のナンバーを与えられて発売。サイズは海外の基準でボイジャー（VOYAGER）。当時のCMではブリッツウイング、ラグナッツ、サウンドウェーブと共に四幹部と称されていた。開発担当は蓮井章悟。
また、今シリーズ最多の四段変形（ショックウェーブ、ロングアーム、戦車、4脚クレーン車に変形）が可能。オートボットとディセプティコンそれぞれのロボットモード、ビークルモードを持つトランスフォーマーの玩具はこれが初めてとなる。
10月2日に配色を黒と濃い紫に変更したものが「TA-45 ショックウェーブ オリジナルVer」として発売された。

## 実写映画版
『トランスフォーマー/ダークサイド・ムーン』に本作品の表向きのメインヴィランでディセプティコンの新戦力として登場。本作品でも名称は英語版準拠なためショックウェーブ/Shockwaveと呼ばれている。原語版の声はフランク・ウェルカー、日本語版では斉藤次郎が演じたが、台詞が非常に少ない。
常に効率性と理論を重んじる冷静かつ寡黙なディセプティコンの戦士兼科学者であり軍事作戦司令官で、真の意味でメガトロンと比肩しうる存在と恐れられている。合理的かつ残酷な性格で、メガトロンのライバルと呼べる存在は彼をおいて他はないと言われるほど強力である。ドリラーと呼ばれている巨大なワーム型機械生命体のマシーンを自在に制御し、突如ロシアのチェルノブイリ（旧ソ連）からアメリカのシカゴまで執拗にオートボットを付け狙い続けた。その後もシカゴでディセプティコンの大隊を指揮して人類と交戦していたが、NEST（ネスト）部隊とオートボットの猛攻で一瞬の隙を突かれて単眼を破壊され、眼球が外れて怯み、最後はオプティマスプライム（コンボイ）のパンチ力を高めるメタルナックルを胴体に受けて単眼を抉られて倒された。武器の巨大な粒子波動キャノン砲はセンチネルプライムのスペースブリッジを停止させるためにオプティマスプライム（コンボイ）に利用された。
劇中では変形を披露しなかったが、玩具はエイリアンタンクに変形する。
赤色の単眼で、こちらも濃い紫のカラーリングにモノアイだけの頭部、そして右腕は胴体とチューブでつながれた巨大な粒子波動キャノン砲になっているなど限りなく初代（G1）のそれに近いデザインになっている。本作品でのディセプティコン側のメインビジュアルキャラクターを担当していた。
武器は右腕は胴体とチューブでつながれた巨大な粒子波動キャノン砲のパーティクルウェーブブラスター（作中では専らミサイルを撃っていた）と、実写映画版では未使用だが左腕の巨大なブレード。
『トランスフォーマー THE GAME』においては実写映画版と別設定のショックウェーブが登場する。声はダニエル・リオーダン。PSP版とそれ以外とでデザインが異なる。黄色の単眼で、こちらも濃い紫のカラーリングにモノアイだけの頭部、そして左腕はレーザー砲になっているなど。攻撃ヘリコプターと砲台に変形するトリプルチェンジャーとして登場しているが、PSP版では戦車に変形する。
『バーガーキング』のCMにおいてはバーガーキングの外で、第3作目の実写映画版本編と違い、オプティマスプライム（コンボイ）との激戦を繰り広げる。
実写映画版の第3作目の前日談を描いたアメコミやゲーム作品『Transformers: Dark of the Moon』では1908年のツングースカ大爆発は彼とドリラーが地球に墜落した事で起きたものであり、旧ソ連の軍事施設にて何十年も冷凍保存されていたが、情報を突き止めたメガトロンによって解放される。ストーリーがショックウェーブが解放されたところで終わるので、最終ボスとなる。その後もアメコミにてオートボットのジョルトやセオドア・ギャロウェイ補佐官の殺害などを行った。
『トランスフォーマー・ヒューマンアライアンス』およびアトラクションである『トランスフォーマー ヒューマンアライアンス スペシャル』においてはキングスコルポノック/King Scorponokとともに第2作目の最終決戦の舞台になったピラミッドがあるエジプトの北アフリカ砂漠地域であるサハラ砂漠のボスキャラで第3作目と同じデザインの姿で登場する。
第3作目の登場時より台詞が多かったり、実写映画版本編と違い、北アフリカ砂漠地域であるサハラ砂漠でオプティマスプライム（コンボイ）との激戦を繰り広げる。
『トランスフォーマー/ロストエイジ』においてはショックウェーブと同型の表向きは同じ略称を持つ、ロボット工学の一流企業ということになっているトランスフォーマーのテクノロジーを解析して自己のものにしようとする反トランスフォーマー組織「KSI（Kinetic Solutions Incorporated）」が開発した人造トランスフォーマーの量産型であるKSIボス / KSI Bossと人造トランスフォーマーの量産型で複数体であり、赤色の単眼で、頭部が二つあり（角の本数も左右非対称）、胸部と腕部の形状が異なる。劇中では両腕から展開するブレードを武器としていたが、コンセプトアートでは腕をキャノン砲にも展開させていたトゥーヘッド / Two Headが登場。名前はコンセプトアートより。最後の戦いでは残った複数体が自らの再起を誓ったガルバトロン（ガルヴァトロン）とともに敗走していった。
『トランスフォーマー/最後の騎士王』においてはショックウェーブと前作『トランスフォーマー/ロストエイジ』に登場した人造トランスフォーマーのKSIボスをかけあわせたようなデザインをしているショックウェーブと同型の銀色の体色と赤色の単眼で、片腕のカノン砲が特徴的なディセプティコンで、本作品ではメガトロンの片腕を務めるニトロ・ゼウス（ナイトロゼウス） / Nitro Zeusが登場。原語版の声はジョン・ディマジオ、スティーブン・バー、日本語版では木村雅史が演じた。サーブ 39 グリペン（玩具は架空のジェット戦闘機）に変形する。
人類の対トランスフォーマー部隊の「TRF」によって投獄されていたが、彼らと取引したメガトロンの要求によって町から外に出ないことを条件付きとして3番目に釈放され、「TRF」とともにオートボット襲撃へ参加。他のディセプティコンたちとは異なり最後までメガトロンに付き従っていたものの、最後の乱戦の最中に無重力状態となった隙を突かれ、バンブルビーに頭を吹き飛ばされて死亡した。
公開されているキャラクター設定でもショックウェーブとの関連を匂わせる記述があり、ショックウェーブを倒したオートボットと人類に対して敵意を抱いているとされる。寡黙なショックウェーブとは対称的に饒舌で陽気な性格であり、「TRF」に釈放された際は喜びのあまり小躍りしていた。
劇中デザインと玩具の箱に描かれたイラスト、玩具でそれぞれ頭部のデザインが異なる。劇中デザインはショックウェーブの頭部そのまま、イラストでは前作のKSIボス、玩具は前二者を折衷したようなコンセプトアートでのデザインとなっている。また劇中では首からネックレスを着用している。
ニトロゼウスの名称は、2000年から2010年代にかけて計画されていたアメリカによるイランへのサイバー攻撃計画のコードネームと同じ。なおこのニトロゼウス計画自体は中東情勢の変化によって中止となっている。
玩具ではディセプティコン ニトロ（Nitro）の名称で発売される。玩具ではコグマンと同様のヘッドマスターギミックを持つが、頭部からロボットへ変形するギミックはない。本作品劇中でも同様の能力を持っているのかどうかは不明。
『バンブルビー』に軍事作戦司令官として登場。原語版の声はジョン・ベイリー。日本語版では拝真之介が演じたが、台詞が非常に少ない。
初代（G1）アニメシリーズに酷似した風貌となり、黄色の単眼で、こちらも濃い紫のカラーリングにモノアイだけの頭部、武器のブラスターも左腕に装備されている。
『トランスフォーマー・シャドウズライジング』においては香港のボスで「KSI」がバンブルビーをモデルに開発した人造トランスフォーマーのプロトタイプであるスティンガー / Stingerとともにショックウェーブと同型で、緑色の単眼で、濃いピンクのカラーリングにモノアイだけの頭部のKSIボス / KSI Bossが登場して実写映画版本編と違い、オートボットの新兵で、アイアンハイドの弟子であるサイドスワイプとの激戦を繰り広げる。

### 玩具
映画公開より先行して玩具が発売。サイズはボイジャークラスで、エイリアンタンクに変形する。発売リストでは発表当初はニュービラン（NEW VILLAIN）と記載されていた。

## 超ロボット生命体 トランスフォーマー プライム
『プライム』シーズン1のDVD/Blu-rayソフト特典コミックおよび本編シーズン2の第43話にてディセプティコンの科学参謀ショックウェーブ / Shockwaveが登場。英語版の声優はデビッド・ソボロブ。日本語版では三宅健太。
シーズン2および日本版では変形しなかったが、日本版の玩具では初代（G1）と同じ機動砲台に変形し、日本未放送のシーズン3『Beast Hunters（ビーストハンターズ）』では実写映画版とアニメイテッドを掛け合わせたようなデザインの戦車である大型のサイバトロンタンク（エイリアンタンク）に変形する。
ディセプティコンの技術開発担当として様々な兵器や技術開発・復元に携わったマッドサイエンティスト。第13話でオートボットたちがメガトロンに使用した脳内侵入プログラムを開発した他、過去の文献からスペースブリッジの設計図を復元し、サイバトロン星の古代生物であるプレダコン/Predaconをクローン技術で復活させて軍事転用するなど高い技術力を誇る。
武器は左腕の巨大なレーザーカノン。戦闘力も高く、通常のブラスターでは歯が立たない強固な装甲とアーシーを軽々と投げ捨てる怪力の持ち主で、バルクヘッドとホイルジャックの二人を同時に相手できるほどだが、動作が鈍重なため小柄で機敏な相手との接近戦時は翻弄されやすい。
性格は非常に無機質かつ冷静沈着であり、行動は常に論理的で感情を露わにすることはほとんど無い。スタースクリームやサウンドウェーブにも一目置かれているが、スタースクリームとは後述のスペースブリッジの一件もあって仲が悪く、互いに嫌味を言ったり手柄を奪い合うなど張り合う場面も多い。
各地からエネルゴンを集めてディセプティコンの本拠地であるケイオン / Kaonにてスペースブリッジを建造していた。スタースクリームの依頼を受けて脳内侵入プログラムでアーシーが持っていた解読コードを抽出しオートボットたちの暗号を解読したが、戦闘においてスペースブリッジを暴走させられてしまい、逃亡するアーシーたちを追ったものの眼に銃撃を受けて撃退された。
その後は戦死扱いされていたが、日本未放送のシーズン3『Beast Hunters（ビーストハンターズ）』において自身の研究成果であるプレダコンのプレダキング/Predakingを伴ってディセプティコンへ帰還し、メガトロンの新たな副官として活動することになる。消息不明となっていた間、基地の爆発に巻き込まれて重傷を負いながらも自らのラボで単身CNA（CyberNuclearAcid）の研究を進め、プレダキングを復元する作業を行っており、古代の生命体プレダコンを造り出す「プレダコン計画」に着手しており、合流した時にはすでに一体が完成していた（のちにプレダキングと名乗る個体）。また、かつてサイバトロン星での戦争中、数多くのプレダコンを復元し地球へ送り込んでいたことが明かされている。
戻ってきた経緯は、第1話（通算第53話）で手放されたアイアコンの遺産を回収しに来たメディックノックアウトに発見され、グランドブリッジを使って帰還した。主であるメガトロンは復帰したことを知り喜んでおり、この様子から見ると消息不明になった間でも心配していた様子。
わが身可愛さに自身を見捨てて真っ先に逃げ出した（しかも捜索すら行わなかった）スタースクリームとは仲が悪い。しかし、その時のことを詰問した際、スタースクリームの言い訳を「論理的だ」として認めている。
その後、さらなる戦力増強のためにクローンの作成に必要なプレダコンの化石を集めさせる。
完全な合成エネルゴンの完成とオメガロックの再建を担当しており、最終決戦時にもオメガロックの制御を行っていた。メガトロンが倒された後、激昂するスタースクリームを連れて脱出ポッドで脱出した。
最終シーズンで完結篇の『Predacons Rising（プレダコン・ライジング）』では、サイバトロン星の片隅でスタースクリームと共に新たなプレダコンのダークスティールとスカイリンクスを創り出した。ユニクロンに憑依され復活したメガトロンが蘇生させたテラーコンのプレダコン軍団に蹂躙されたものの、持ち前の頑強さで持ちこたえており、最後まで生き延びた。劇中では生存が確認された後にフェードアウトしており、その後の去就は描かれなかった。
日本語版での一人称は「俺」で、何かにつけて「ショック」という単語をセリフに織り交ぜて喋る。原語版での口癖は「Logical（論理的）」。
初代（G1）のデザインをベースにしつつ、実写映画版の赤い大きな単眼にキャノンから伸びる太いチューブ、ゲームTransformers:War for Cybertronの翼、アニメイテッド版の車体前部に腕のようなパーツのあるビークルモード、というようにこれまでのシリーズに登場した同名のキャラクターを習合させたデザインをしている。性格描写にはスタートレックのスポックがモチーフにされている。

### 玩具
ジェネレーション枠で発売されたTransformers:Fall of Cybertronの玩具にマイクロンジョイントの追加、武器をアームズマイクロンビドに置き換えるなどの改修を加えた「AM-29」が発売された。また続編BeastHuntersの玩具展開にて、作中に合わせたデザインの玩具の塗装変更品が『トランスフォーマーGo!』ラインにて「G13 ハンターショックウェーブ」として発売された。

## トランスフォーマー サイバーバース
『サイバーバース』ではディセプティコンの科学者ショックウェーブ/Shockwaveとして登場。英語版の声優はライアン・アンデス。日本語版では稲田徹。
四足歩行の多脚戦車に変形する。小型の四足歩行ドローンを何体も従えている。
策略家で第16話「絶体絶命！」（英題「The Extinction Event」）で地球に現れ地球磁場破壊装置で地球上の生物を絶滅させようとしたり、第18話「奇跡の生還」（英題「Eruption」）でオートボットの宇宙船である宇宙船アーク / Arkを破壊しようとした。サウンドウェーブとはお互い妨害し合うぐらい仲が悪い。ホイルジャックとは戦前友人関係であり、敵対した今でも研究関係では話が弾むこともある。
シーズン3『バンブルビー サイバーバース アドベンチャー（Bumblebee: Cyberverse Adventures）』で自らのスパークを犠牲にしてオールスパーク / AllSparkを暴走させるが、チータスがスパークを犠牲したことによって暴走は阻まれた。
日本語版での語尾は「ショーック」と話す。
ジェネレーションセレクトの漫画版では、別人ではあるものの、プライマスヴァンガードのパープルオーダーに所属している彼が登場する。

### 玩具
2019年夏に変形を簡易化した瞬速変形シリーズである今作では武器ギミックも再現したターボチェンジシリーズの「TCV-12 ターボチェンジショックウェーブ」とシーズン2より登場してアーマービークルが合体するシリーズであるスパークアーマーシリーズの「TCV-21 サテライトレーザーショックウェーブ」として発売された。

## ウォー・フォー・サイバトロン・トリロジー
『トランスフォーマー:ウォー・フォー・サイバトロン・トリロジー』
声を担当したのは英語版がトッド・ハバーコーン、茶風林。
役職は科学者。

## アーススパーク
『トランスフォーマー アーススパーク』
声を担当したのは英語版がトロイ・ベイカー、日本語版が稲田徹。
ディセプティコンの防衛参謀。紫の多脚戦車に変形する。
戦争終結直前にはオールスパークを悪用しディセプティコン軍団の増産計画を企てていたが、メガトロンの裏切りによってコールドスリープ状態に陥っていた。
玩具はスタースクリームと同じく『サイバーバース』の流用で、吹替版も同作と同じく語尾に「ショック」とつけて話す。
のちにゴーストの司令官でシュローダーの姉であるクロフトに洗脳された状態で再登場。マルト家であるロビー・マルトたちを襲撃するが、ナイトシェード / Nightshadeに洗脳を解かれてからは、メガトロンにディセプティコンの暗号通信で救援要請を送ったりと事実上彼らと共闘するも、マンドロイドによってエネルギーを吸い取られ、機能停止に追いやられる（マンドロイドの発言から命までは奪われてはいない模様）。
最終回であるエピソード第52話「たたかえ！トランスフォーマー！」（英題「The Last Hope」）では事件解決後、意識を回復した。

## トランスフォーマー/ONE
声を担当したのは英語版がジェイソン・コノピソス＝アルバレス、日本語版が星野貴紀。